# Купрєєв Юрій Олександрович
Ю́рій Олекса́ндрович Купрє́єв (1989—2022) — солдат Збройних Сил України, учасник російсько-української війни, який загинув під час російського вторгнення в Україну.

## Життєпис
Народився 18 березня 1989 року в м. Корсунь-Шевченківський на Черкащині. Навчався в Корсунь-Шевченківській гімназії, де закінчив 9 класів. Протягом 2004—2008 рр. здобував освіту в Корсунь-Шевченківському педагогічному коледжі, а в 2008—2012 рр. — у Міжрегіональній академії управління персоналом (МАУП). Учасник Революції гідності.
Під час російського вторгyення в Україну у 2022 році служив солдатом, старшим навідником гармати артилерійської батареї 53-ї окремої механізованої бригади. Загинув 19 серпня 2022 року в запеклому бою поблизу міста Бахмут на Донеччині.
Похований із почестями в м. Корсунь-Шевченківський на Черкащині.

## Нагороди
- орден «За мужність» III ступеня (31.10.2022) (посмертно) — за особисту мужність і самовіддані дії, виявлені у захисті державного суверенітету та територіальної цілісності України, вірність військовій присязі.[3]